# راهول غاندي
راهول غاندي (بالهندية: राहुल गांधी)‏ (ولد في نيودلهي في 19 يونيو 1970 م) هو سياسي هندي، عضو في حزب المؤتمر الوطني الهندي، ويشغل منصب الزعيم الثاني عشر للمعارضة في مجلس النواب (لوك سابها)، وعضوًا في مجلس النواب عن دائرة راي باريلي بولاية أوتار براديش منذ يونيو 2024. مثّل سابقًا دائرة واياناد بولاية كيرالا من عام 2019 إلى عام 2024، ودائرة أميثي بولاية أوتار براديش من عام 2004 إلى عام 2019. شغل غاندي منصب رئيس حزب المؤتمر الوطني الهندي من ديسمبر 2017 إلى يوليو 2019.

## نشأته
وُلِد راهول غاندي في 19 يونيو 1970 في مستشفى العائلة المقدسة في دلهي. كان أول طفلين وُلدا لراجيف غاندي، الذي شغل لاحقًا منصب رئيس وزراء الهند السادس، وسونيا غاندي، التي أصبحت فيما بعد رئيسة حزب المؤتمر الوطني الهندي. بصفته حفيد رئيسة الوزراء السابقة إنديرا غاندي، فإن نسبه متجذر بعمق في التاريخ السياسي الهندي. جده لأبيه، فيروز غاندي، ينحدر من ولاية غوجارات وكان من أصل بارسي. وأيضا هو حفيد رئيس وزراء الهند الأول، جواهر لال نهرو.

## مناصب
تولّى منصب عضو لوك سابها الرابع عشر ‏ (منذ 17 مايو 2004)
- عضو لوك سابها السادسة عشر ‏
- List of members of the 15th Lok Sabha [الإنجليزية]‏.

## التعليم
تعلم في كلية رولينز، وكلية الثالوث، كامبريدج، وجامعة هارفارد.

## جوائز
حصل على جوائز منها:
- جائزة هندي السنة من سي أن أن نيوز18 [الإنجليزية]‏ (2009).

## روابط خارجية
- راهول غاندي على موقع IMDb (الإنجليزية)
- راهول غاندي على موقع مونزينجر (الألمانية)